# Skyline Express Airlines

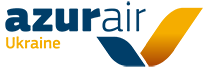
Логотип компанії до 2023 року

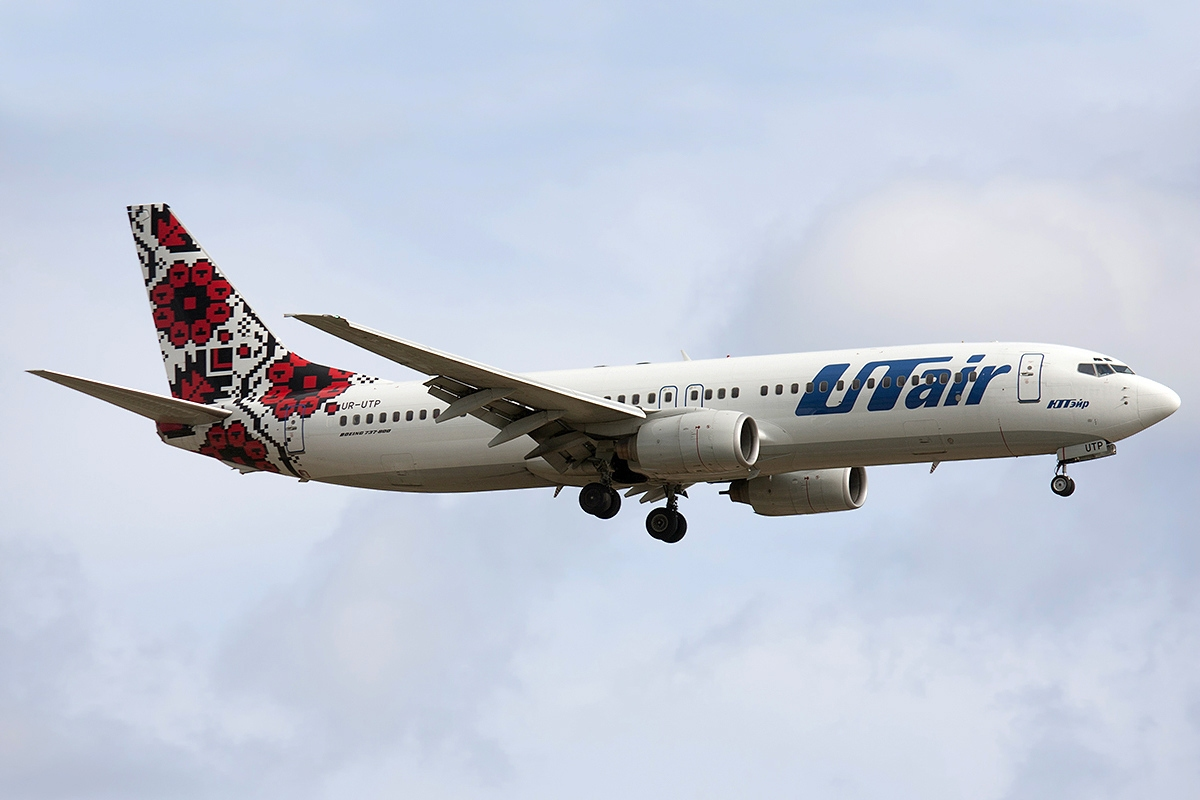
UTair-Ukraine Boeing 737-800

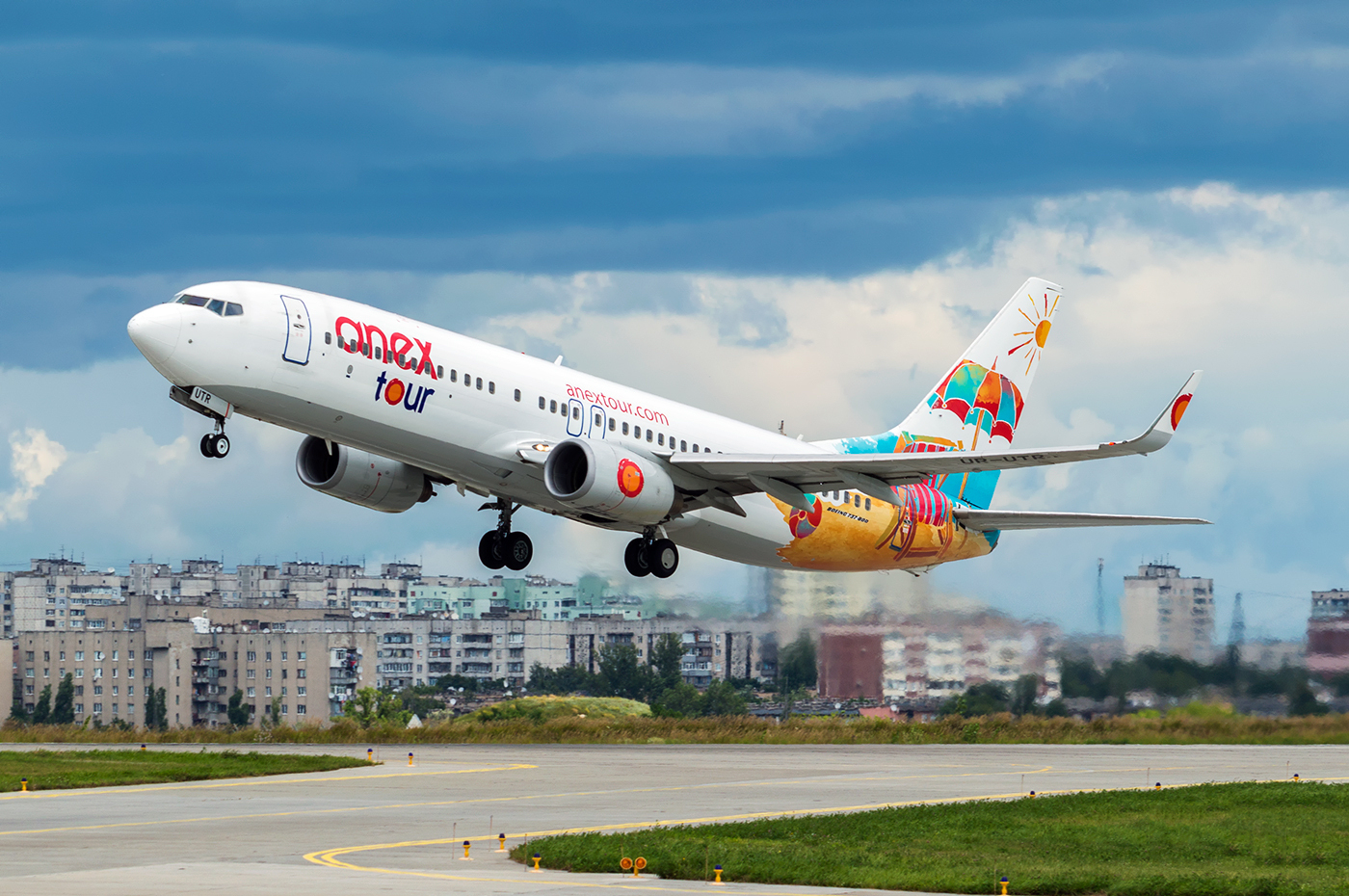
AzurAir Boeing 737-800 у Харкові

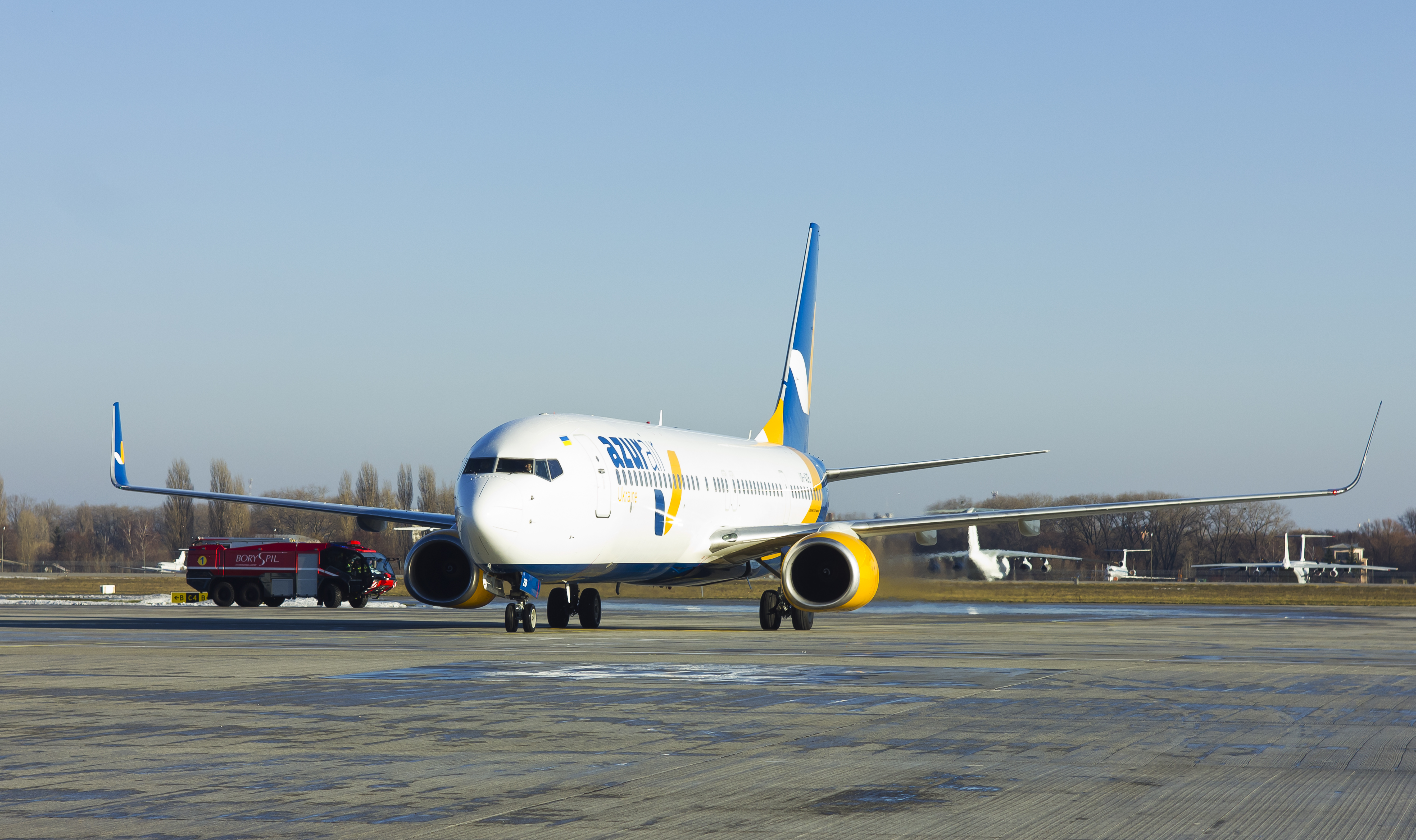
AzurAir Boeing 737—900 у Борисполі

Skyline Express Airlines (до 2023 - Азур Ейр Україна) — українська авіакомпанія. Виконує регулярні та чартерні перевезення.

## Історія
У 2011 пройшла сертифікацію Державної авіаційної служби України за новими вимогами за Європейськими правилами JAR-OPS1. В цьому ж році авіакомпанія «Ютейр-Україна» вступила до BSP України — системи взаєморозрахунків з продажів авіаперевезень Міжнародної організації цивільної авіації IATA, що дозволило вести продаж авіаквитків на власні рейси через національну агентську мережу.
У 2014 авіакомпанія повністю згорнула регулярні пасажирські перевезення.
До жовтня 2015 компанія мала назву «ЮТейр-Україна».
З серпня 2016 доступний торговий сервіс на чартерних міжнародних рейсах авіакомпанії «Азур Ейр Україна» за напрямками: з Борисполя в Грецію, Іспанію, Болгарію, Туреччину, Єгипет. Пасажирам доступний сервіс листа бажань вподобаних товарів, які спеціально відібрані для бортової торгівлі «duty free». Ознайомитися з асортиментом товарів можна в електронному каталозі «SKYSHOP» на офіційному сайті компанії «PAVO Group».
Державна авіаслужба України 19 жовтня 2016 повідомила українські авіакомпанії щодо застережень, пов'язаних з перевезенням смартфонів Samsung Galaxy Note 7 на борту літаків, з метою зменшення рівня ризиків Державіаслужба України та Авіакомпанія «Азур Ейр Україна» рекомендує пасажирам: не перевозити ці пристрої в зареєстрованому багажі; тримати їх вимкненими протягом усього польоту і не заряджати на борту літаків; негайно повідомляти екіпаж салону, якщо пристрій пошкоджено, починає диміти, нагрівається або загублений на борту. Крім того, пошкоджені, відкликані або потенційно небезпечні літієві елементи живлення не дозволяється перевозити як вантаж на борту літаків.
З початку повномасштабного вторгнення в Україну 8 бортів авіакомпанії знаходились на території України, решту станом на січень 2023 року було повернено лізингодавцю, літаки почали використовуватись іншими авіакомпаніями. Також вона була перейменована Skyline Express Airline, ліврея була змінена.

## Флот
Флот Азур Ейр Україна на 13 січня 2023:
| № | Реєстраційний номер | Модель літака    | Кількість місць | Серійний номер | Перший політ |
| - | ------------------- | ---------------- | --------------- | -------------- | ------------ |
| 1 | UR-AZC              | Boeing 767—300   | 334             | 25077          | 01.08.1991   |
| 2 | UR-AZD              | Boeing 767—300   | 334             | 25535          | 15.03.1993   |
| 3 | UR-AZK              | Boeing 767—300   | 324             | 28139          | 29.10.2001   |
| 4 | UR-AZF              | Boeing 737-800   | 189             | 30159          | 15.05.2000   |
| 5 | UR-AZP              | Boeing 757-300   | 273             | 738481         | 20.12.1999   |
| 6 | UR-AZN              | Boeing 757-300   | 273             | 32241          | 02.04.2001   |
| 7 | UR-AZO              | Boeing 757-300   | 273             | 32242          | 20.04.2001   |
| 8 | UR-AZR              | Boeing 777-300ER | 531             | 32713          | 24.04.2007   |

## Напрямки
Напрямки на липень 2021 року:
 Австрія
- Відень (аеропорт)

 Бельгія
- Брюссель (аеропорт)

 Хорватія
- Загреб (аеропорт)

 Домініканська Республіка
- Міжнародний аеропорт Ла-Романа

 Куба
- Варадеро (аеропорт) [Архівовано 30 серпня 2021 у Wayback Machine.] Сезонний

 Туніс
- Енфіда-Хаммамет (аеропорт) Сезонний

 ОАЕ
- Дубай Сезонний

 Єгипет
- Хургада (аеропорт)
- Шарм-ель-Шейх (аеропорт)

 Іспанія
- Барселона (аеропорт)

 Ефіопія
- Аддис-Абеба  (аеропорт)

 Франція
- Париж — Шарль де Голль

 Німеччина
- Франкфурт (аеропорт)

 Греція
- Афіни (аеропорт)

 Угорщина
- Будапешт (аеропорт)

 Ізраїль
- Тель-Авів (аеропорт)

 Італія
- Мілан-Мальпенса
- Рим-Ф'юмічіно

 Йорданія
- Амман (аеропорт)

 Ліван
- Бейрут (аеропорт)

 Марокко
- Касабланка (аеропорт)

 Нідерланди
- Схіпгол (аеропорт)

 Португалія
- Лісабон (аеропорт) Лісабон

 Катар
- Доха (аеропорт)

 Сербія
- Белград (аеропорт)

 Швейцарія
- Женева (аеропорт)
- Цюрих (аеропорт)

 Туреччина
- Анталія (аеропорт) Сезонний
- Даламан (аеропорт) Сезонний
- Бодрум (аеропорт) Сезонний

 Таїланд
- Пхукет (аеропорт) Сезонний

 Україна
- Київ-Бориспіль базовий
- Харків (аеропорт)
- Львів (аеропорт)
- Одеса (аеропорт)
- Запоріжжя (аеропорт)

 Велика Британія
- Лондон-Гітроу
- Манчестер (аеропорт)